# Вілбер (Небраска)
Вілбер (англ. Wilber) — місто (англ. city) в США, в окрузі Салін штату Небраска. Населення — 1937 осіб (2020).

## Географія
Вілбер розташований за координатами 40°28′51″ пн. ш. 96°57′54″ зх. д. / 40.48083° пн. ш. 96.96500° зх. д. (40.480914, -96.964863).  За даними Бюро перепису населення США в 2010 році місто мало площу 2,34 км², з яких 2,33 км² — суходіл та 0,01 км² — водойми.

## Демографія
Згідно з переписом 2010 року, у місті мешкало 1855 осіб у 696 домогосподарствах у складі 449 родин. Густота населення становила 792 особи/км².  Було 782 помешкання (334/км²).
Расовий склад населення:
| - 90,5 % — білих - 1,8 % — чорних або афроамериканців - 1,8 % — азіатів - 0,6 % — корінних американців - 0,4 % — вихідців з тихоокеанських островів - 3,6 % — осіб інших рас |

До двох чи більше рас належало 1,3 %. Частка іспаномовних становила 10,8 % від усіх жителів.
За віковим діапазоном населення розподілялося таким чином: 25,0 % — особи молодші 18 років, 57,4 % — особи у віці 18—64 років, 17,6 % — особи у віці 65 років та старші. Медіана віку мешканця становила 38,8 року. На 100 осіб жіночої статі у місті припадало 98,6 чоловіків;  на 100 жінок у віці від 18 років та старших — 98,7 чоловіків також старших 18 років.
Середній дохід на одне домашнє господарство  становив 56 562 долари США (медіана — 50 938), а середній дохід на одну сім'ю — 67 658 доларів (медіана — 62 813). За межею бідності перебувало 12,6 % осіб, у тому числі 24,5 % дітей у віці до 18 років та 11,8 % осіб у віці 65 років та старших.
Цивільне працевлаштоване населення становило 863 особи. Основні галузі зайнятості: виробництво — 22,1 %, освіта, охорона здоров'я та соціальна допомога — 20,0 %, роздрібна торгівля — 13,7 %, публічна адміністрація — 7,5 %.